# La Sibylle de Delphes
La Sibylle de Delphes, ou Sibylle delphique, a été réalisée à fresque par Michel-Ange entre 1508 et 1510 environ et fait partie de la décoration du plafond de la chapelle Sixtine, dans les musées du Vatican à Rome, commandée par Jules II.

## Histoire
Michel-Ange a commencé à peindre les travées de la voûte en commençant près de la porte d'entrée utilisée lors des entrées solennelles du pontife et de son entourage dans la chapelle, pour terminer par la travée au-dessus de l'autel. La Sybille de Delphes, qui se trouve donc dans la première travée à partir de la porte, est l'une des figures de la première phase du chantier achevée en 1510.

## Description et style
La Sibylle Delphique fait partie de la série des Voyants, placés sur de grands trônes architecturaux installés sur des pédicules. Chacun d'eux est flanqué d'un couple de jeunes assistants et se tient dans un grand siège de marbre, entre deux semelles avec de faux hauts-reliefs de putti disposés par paires, dans diverses positions. Leur nom (dans ce cas DELPHICA ) est écrit sur un cartouche tenu par un putto, situé sous la plate-forme à la base du trône. 
La Sibylle de Delphes, ou Pythie, déroule un parchemin vers la gauche, avec le corps tourné dans cette direction et son bras gauche levé, mais son regard est tourné de face, moitié dans la lumière et moitié dans l'ombre ; ses yeux regardent vers la droite, avec une expression de surprise, comme pour voir la venue du Seigneur confirmant la prophétie. 
L'effet du mouvement, ainsi que la torsion, est amplifié par les tourbillons du manteau à capuchon bleu, doublé d'orange, et par les plis de la tunique vert clair. Les traces orthogonales gravées pour dessiner l'ovale de la tête et la hauteur des yeux sont encore visibles sur le visage. 
Derrière elle, à gauche, l'un des assistants lit un livre et l'autre le tient. 

## Postérité
A l'occasion du quatrième centenaire de la mort de Michel-Ange, le 16 juin 1964, la Poste vaticane a dédié un timbre de 30 lires à cette fresque.
Le chanteur italien Jovanotti a un tatouage sur son bras droit avec cette figure.
La fresque fait partie du musée imaginaire de l'historien français Paul Veyne, qui le décrit dans son ouvrage justement intitulé Mon musée imaginaire.

## Galerie

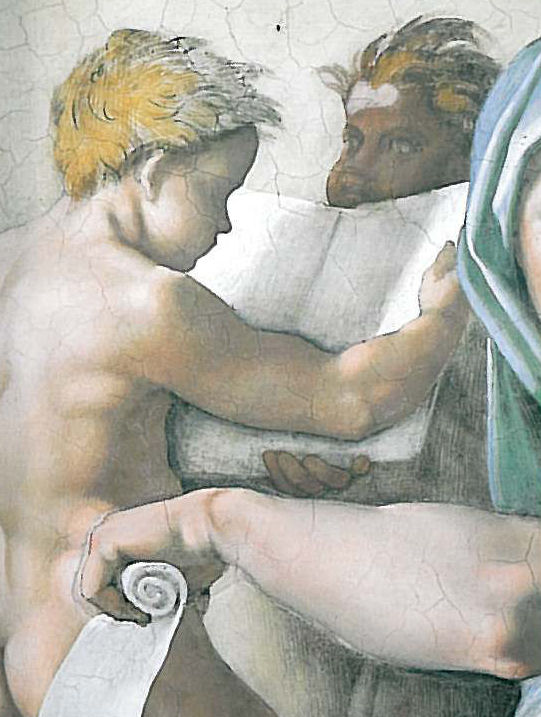
Détail des deux assistants.
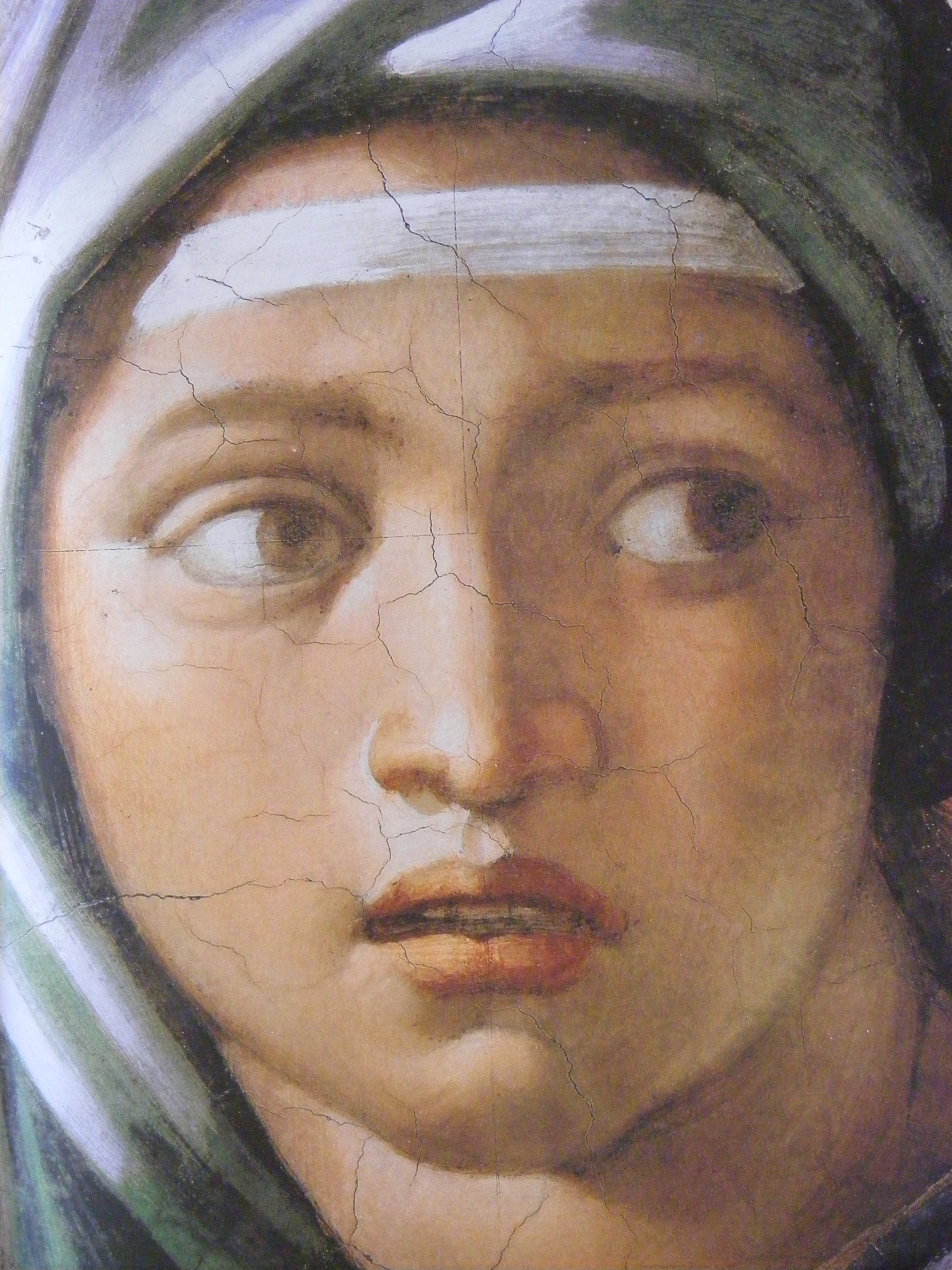
Détail de la figure.
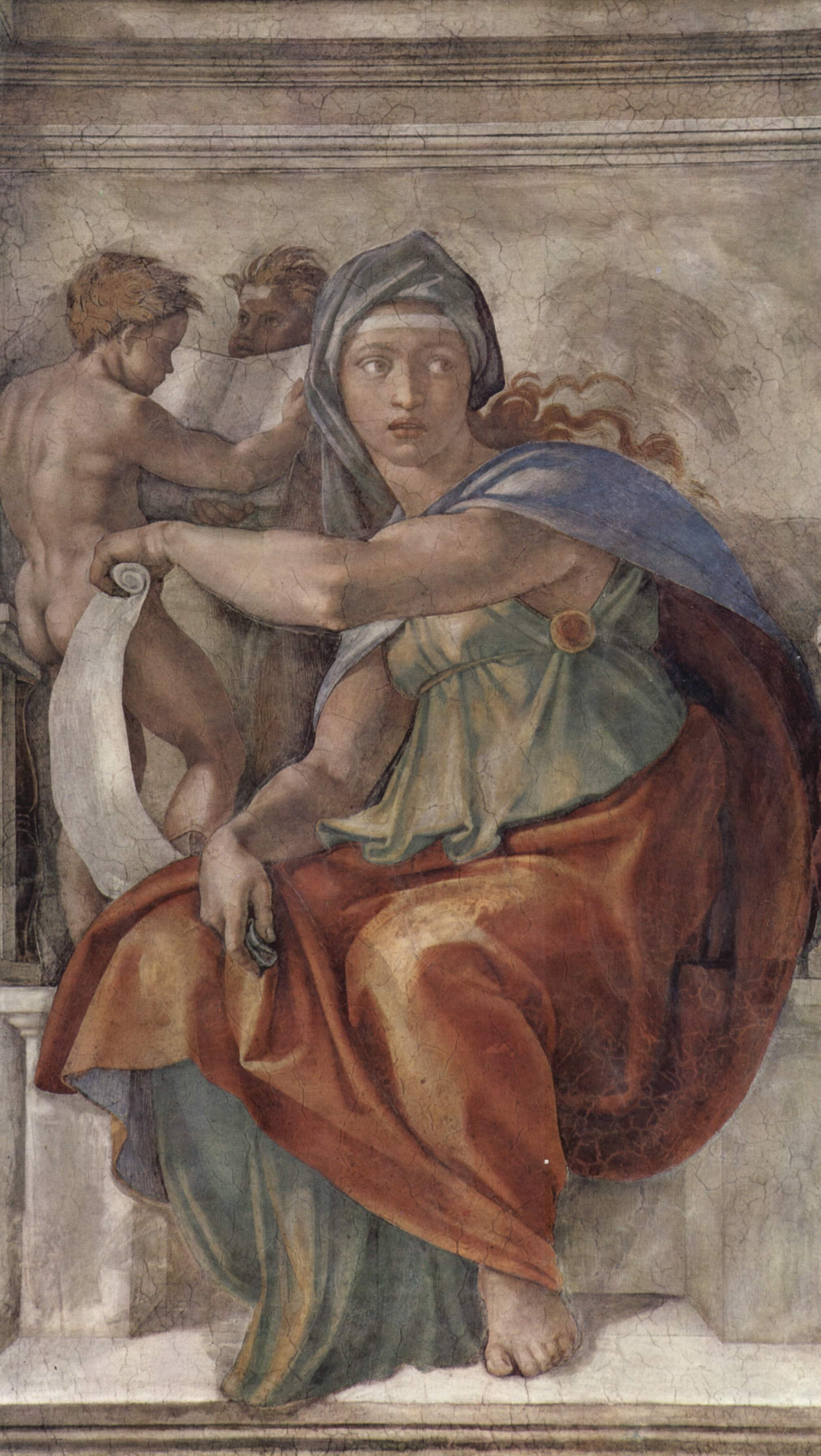
Le panneau avant sa restauration.